# Опочинин, Константин Фёдорович
Константин Федорович Опочинин (1808—1848) — полковник, флигель-адъютант из рода Опочининых. Внук фельдмаршала М. И. Кутузова, правнук тайного советника М. С. Опочинина.

## Биография
Единственный сын обер-гофмейстера Фёдора Петровича Опочинина (1779—1852) от его брака  с фрейлиной Дарьей Михайловной Голенищевой-Кутузовой (1788—1854); родился 14 (26) ноября 1808 года. Крестник великого князя Константина Павловича, в честь которого был назван. 
Первоначальное воспитание получил под присмотром своей бабушки, вдовы фельдмаршала, и много путешествовал с ней по Европе. 
Состоя при дворе пажом, обучался в С.-Петербургском университете. В 1826 году был зачислен прапорщиком в Волынский уланский полк, после переведён в лейб-гвардии Подольского кирасирского полков. Принимал участие в подавление Польского восстания. С декабря 1831 года служил корнетом в лейб-гвардии Конном полку, с 1832 года поручик. Состоял полковым адъютантом генерал-майора Е. Ф. Мейендорфа. 
В 1839 году был пожалован в штаб-ротмистры. В декабре 1840 года произведен во флигель-адъютанты императора Николая I, с 1844 года полковник. Был награждён орденом Св. Анны 3-й ст., орденом Св. Владимира 4-й ст. и несколькими иностранными орденами.

Живя постоянно в Петербурге, Опочинин был близок ко двору, где за свои нравственные качества, пользовался любовью окружающих.  Внешне очень похожий на мать, от которой взял  «интересное лицо и красивые карие глаза», Опочинин имел   мягкий и ровный характер отца, был «добрейшее в мире существо, чувствительное, ласковое и жизнерадостное». Симпатизировавшая ему А. О. Смирнова вспоминала
Он был умён, приятен выражением умных глаз и танцевал удивительно, императрица это заметила... с этой поры наш Опочинин получил аксельбанты, потому что в самом деле он их заслужил, был лучший офицер в полку и сделался модным человеком.
Благоприятный отзыв об Опочинине оставила С. Н. Карамзина: «Это замечательно приятный и остроумный господин,  соединяющий в себе природный  ум  с общей просвещённостью и начитанностью». В известном салоне своей тётки Е. М. Хитрово Опочинин встречался с Пушкиным, находившим его «очень достойным молодым человеком». 
Но, как ни странно, князь А. В. Трубецкой называл имя Опочинина в числе «шалунов» из аристократической молодежи, участвовавших в рассылке анонимных писем мужьям-рогоносцам, одно из которых было направлено поэту. В числе знакомых Опочинина был и Лермонтов, любивший играть с ним в шахматы.
«Обещавший так много для отечества» К. Ф. Опочинин, скончался от воспаления лёгких 18 (30) января 1848 года, в возрасте тридцати девяти лет, во время эпидемии холеры в Петербурге. Похоронен на кладбище Троице-Сергиевой Приморской пустыни под Санкт-Петербургом.

## Семья
Жена (с 11 ноября 1840 года) — Вера Ивановна Скобелева (28.05.1824—03.01.1897), фрейлина двора, дочь военного писателя и тётка генерала М. Д. Скобелева. Большую часть своей жизни она провела в придворном обществе и была в дружеских отношениях с великой княжной Марией Николаевной, состояла в  переписке с германским императором Вильгельмом I и канцлером Бисмарком. Знакомый с Верой Ивановной А. В. Никитенко, отмечал в своём дневнике в 1852 году:
Был вечером вместе с графом Д. И. Толстым у прелестной женщины Опочининой, урождённой Скобелевой. Была там и жена её умершего брата, бывшая Полтавцева, не столь прелестная, как первая, но по-видимому, большая умница. Вообще, обе эти дамы читают, интересуются мыслию, поэзией, искусством и в разговорах касались предметов, о которых редко толкуют  в салонах. Они говорили о ничтожестве и пустоте светской жизни и стереотипности нынешнего аристократического поколения, о жалкой необходимости, однако ж быть с ней заодно.
Овдовев, жила с детьми в своём петербургском особняке на наб. Кутузова, д. 30. После смерти сына, она оставила столицу и поселилась в Мышкинском уезде Ярославской губернии в селе Шишкино, в родовой усадьбе Опочининых, где прожила последние пятнадцать лет и была похоронена. В браке родились:
- Екатерина Константиновна (06.03.1843[13]—05.12.1902), крещена 23 марта 1843 года в Пантелеимоновской церкви при восприемстве императора Николая I и бабушки Д. М. Опочининой; фрейлина двора, замужем (с 12.01.1869)[14] за флигель-адъютантом Н. П. Тучковым.
- Дарья Константиновна (07.03.1844[15]—07.03.1870), фрейлина двора, 8 январе 1869 году во Флоренции сочеталась морганатическим браком с герцогом Евгением Лейхтенбергским, получила титул графини Богарне; умерла при родах дочери Дарьи.
- Фёдор Константинович (26.09.1846[16]—14.06.1881), археограф и библиофил, умер от чахотки.

### Комментарии
1. ↑  Граф М. Д. Бутурлин вспоминал: «Весной 1820 года приехала во Флоренцию старуха-фельдмаршальша, княгиня Кутузова-Смоленская, со своей дочерью Опочининой, с мужем и всем семейством последней. Молодой Константин Опочинин был одних почти со мной лет, и мы часто видались. Очень завидовал я свободе, которой он пользовался: ездил один в Кашинах на своей лошади, купленной для него у какого-то австрийца, которую молодой Опочинин каламбурно звал «лошадь вроде собаки» вместо «австрийская лошадь»: выходка, казавшаяся мне, неразвитому мальчику, куда  как остроумна».
2. ↑  В справочнике «Пажи за 185 лет» имя Опочинина нет, но святитель Игнатий писал: «Константин Фёдорович — почти одних лет со мною, немного моложе меня. С того времени, как мы познакомились, протекла целая четверть столетия; тогда он был в мундире пажа, а я в мундире юнкера».